# Shibuya Peak
Der Shibuya Peak ist ein 840 m hoher Berg im westantarktischen Marie-Byrd-Land. Er ragt 6 km südöstlich der Demas Range an der Ostflanke des Berry-Gletschers auf.
Der United States Geological Survey kartierte ihn anhand eigener Vermessungen und mittels Luftaufnahmen der United States Navy aus den Jahren von 1959 bis 1965. Das Advisory Committee on Antarctic Names benannte ihn 1966 nach Franklin T. Shibuya (* 1933), Meteorologe des United States Antarctic Program auf der Byrd-Station im Jahr 1962.